# Jerzy Włodarczyk
Jerzy Włodarczyk (* 7. September 1954) ist ein ehemaliger polnischer Sprinter, der sich auf den 400-Meter-Lauf spezialisiert hatte.
Bei den Leichtathletik-Halleneuropameisterschaften 1975 in Katowice gewann er Silber in der 4-mal-320-Meter-Staffel und bei den Leichtathletik-Europameisterschaften 1978 in Prag Silber in der 4-mal-400-Meter-Staffel.
Seine persönliche Bestzeit von 46,32 s stellte er am 30. Juni 1984 in Zabrze auf.